# Vittorio Veneto (550)
Vittorio Veneto är en italiensk helikopterkryssare från 1960-talet. Hon är en vidareutveckling av den tidigare Andrea Doria-klassen. Jämfört med dessa är Vittorio Veneto trettio meter längre, tusen ton tyngre och har ett hangardäck under flygdäck i stället för en hangar i överbyggnaden vilket ger utrymme för betydligt fler helikoptrar. I övrigt är beväpningen ganska lik baserad på robotsystemet RIM-2 Terrier (uppgraderad till RIM-67 Standard ER på 1980-talet) och luftvärnsartilleri.
Vittorio Venetos huvuduppgift är ubåtsjakt och huvudvapnet är fartygets helikoptrar. Totalt nio stycken Agusta-Bell 204 eller 212 får plats i hangaren som har en hiss i flygdäckets framkant närmast överbyggnaden. Sea King-helikoptrar han landa på helikopterdäck, men de är för höga för att få plats i hangaren. Fartygets egna ubåtsjaktvapen består av tre torpedtuber på vardera sidan och ASROC-robotar som kan avfyras från robotlavetten för Terrier/Standard-robotar.
Under våren 1997 var Vittorio Venetos flaggskepp för en marin FN-styrka som patrullerade vattnen utanför Albanien och Kosovo under Jugoslaviska krigen när hon 22 april gick på grund utanför Vlora i hårt väder. Hon kunde dras loss från grundet utan allvarligare skador.
Vittorio Veneto har i praktiken varit placerad i malpåse sedan 2003 och hon utrangerades officiellt 26 juni 2006 och ersattes av hangarfartyget Cavour. Hon genomgår en restaurering för att bli museifartyg i Taranto.